# 中国常驻国际海底管理局代表处
中华人民共和国常驻国际海底管理局代表处（英語：Permanent Mission of the People's Republic of China to International Seabed Authority），简称中国常驻国际海底管理局代表处，位于牙买加金斯敦，是中华人民共和国政府常驻国际海底管理局的外交代表机构，设在中华人民共和国驻牙买加大使馆。

## 历史沿革
1998年，中国政府在中国驻牙买加大使馆内附设常驻国际海底管理局代表处。